# 上坂井輪村
上坂井輪村（かみさかいわむら）は、かつて新潟県西蒲原郡にあった村。1901年11月1日の合併によって消滅し、現在は新潟市西区の一部となっている。
以下の記述は合併直前当時の旧上坂井輪村に関しての記述であり、現在では名称等が異なる場合がある。なお、ここに記述されていない内容に関しては新潟市などの記事を参照。

## 沿革
- 1889年（明治22年）4月1日 - 町村制施行に伴い西蒲原郡坂井村、須賀村、大野郷屋村が合併し、上坂井輪村が発足。
- 1901年（明治34年）11月1日 - 西蒲原郡下坂井輪村、新貝村、新通村（一部）と合併し、坂井輪村となり消滅。

## 地域
上坂井輪村は、合併した村名を継承する以下の大字で構成される。
坂井（さかい）
1889年（明治22年）まであった坂井村の区域。現在の新潟市西区坂井。
須賀（すが）
1889年（明治22年）まであった須賀村の区域。現在の新潟市西区須賀。
大野（おおの）
1889年（明治22年）まであった大野郷屋村の区域。1914年（大正3年）5月12日に大字大野郷屋から大字大野に改称。現在の新潟市西区大野。